# Army of Two: The 40th Day
Army of Two: The 40th Day (Ejército de Dos: El 40vo día en español) es un videojuego de disparos en tercera persona, acción y aventura desarrollado por EA Montreal y publicado por Electronic Arts para PlayStation 3, Xbox 360 y PlayStation Portable. Es la secuela de The Army of Two'. Fue lanzado el 12 de enero de 2010 en Norteamérica y el 15 de enero en Europa.
El  juego se centra en un modo cooperativo y emplea un sistema de cobertura. Cuenta con Tyson Rios y Elliot Salem, los dos protagonistas del juego original, como socios combatientes que con la ayuda de su amiga Alice Murray, deben luchar para sobrevivir y prevalecer sobre las fuerzas que han sumido a Shanghái, debido a que fue atacado por fuerzas terroristas. Una secuela del videojuego llamada Army of Two: The Devil's Cartel fue lanzada el 29 de marzo de 2013 en Estados Unidos.

## Modo de juego
Están disponibles mejoras de armas, también se pueden comprar otras o añadirle accesorios que facilitan la jugada. La opción "pimped" devuelve junto con nuevos esquemas al camuflaje. Algunas armas ahora también pueden ser obtenidas de enemigos muertos, aumentar el arsenal del jugador a las tres armas, junto con granadas. Las balas serán capaces de penetrar más débiles materiales como madera y chapa. Ciertas armas y taquillas de arma sólo pueden ser desbloqueados por momentos de moralidad. Piezas del arma se pueden obtener en el juego gratis, por buscar cajas armadas (que están bloqueadas en cuanto el enemigo lo guardando detecta la presencia del jugador), rescatar rehenes o simplemente explorar.
Nuevos tipos de enemigos pesados aparecen como jefes. Vestir armadura grueso y a menudo requiere un método especial de ataque para derrotar, como tiro lacrimógenas o bolsas de Granada que llevan. Los enemigos pesados llevan armas como un lanzallamas y un arma de gatling que no puede ser desbloqueado por el jugador, aunque pueden ser recogidos y utilizados temporalmente después de que el Heavy es derrotado.